# 三好啓介
三好 啓介（みよし けいすけ、1969年9月18日 - ）は、日本の実業家。香川県出身。ジャフコグループ株式会社代表取締役社長。

## 人物・経歴
香川県高松市出身。香川県立高松高等学校を経て、1993年上智大学法学部卒業。同年、日本合同ファイナンス（現：ジャフコ グループ）株式会社に入社。スタートアップ投資から事業立ち上げ、M&A、IPO実現等ベンチャー企業の成長戦略に携わる。2011年同社第二投資運用本部長、2013年同社執行役員投資担当、2015年同社執行役員投資担当兼投資部長、同年6月同社取締役投資担当兼投資部長、2018年取締役投資担当兼投資部長・パートナーを経て、2022年同社代表取締役社長に就任。